# جيمي كناب
جيمي كناب (بالإنجليزية: Jimmy Knapp)‏ هو نقابي بريطاني، ولد في 29 سبتمبر 1940 في Hurlford ‏ في المملكة المتحدة، وتوفي في 13 أغسطس 2001 بسبب سرطان.